# Патријарх српски Викентије II
Патријарх српски Викентије II (световно име Витомир Проданов; Бачко Петрово Село, 23. август 1890 — Београд, 5. јул 1958) био је 42. врховни поглавар Српске православне цркве.
Његово пуно име и титула гласили су Његова светост архиепископ пећки, митрополит београдско-карловачки и патријарх српски господин Викентије.

## Биографија
Мирско име патријарха Викентија је било Витомир Проданов, рођен је 11/23. августа 1890. у Бачком Петровом Селу од оца Ђорђа и мајке Јелене. У родном месту завршио је основну школу после које одлази за Нови Сад, где се уписује у гимназију. После завршене гимназије, одлази у Сремске Карловце да учи Богословију. Замонашио се 1917. године у Бездину. Од 1921. године био је на дужности секретара Управног одбора манастира Карловачке митрополије, и ту дужност је обављао до 1923. године.
Пошто се интересовао за науку, уписао се на Филозофски факултет у Београду и 1929. године и дипломирао на групи за историју.
Главни секретар Светог архијерејског синода постао је 1932. године, викарни епископ марчански 1936. године, епископ злетовско-струмички 1939. године (устоличен на Сретење 1940) и администратор охридско-битољски 1940. године. Бугарски окупатори су га1941. протерали заједно са 45 свештеника и 11 монаха у Београд, а њихова имовина проглашена је „безвласничком". На њихово место дошло је из Бугарске 280 свештеника и много административног особља. Након интернације епископа Николаја (Велимировића), администрирао је Жичком епархијом за време рата и после њега јер комунистичка власт није дозволила да се српски архијереји после рата врате на своје епархије у Јужној Србији, тада названој НР Македонија. 
Бугарски окупатори су га 1941. године протерали из Штипа. После Другог светског рата није могао да се прими своје епархије јер је тадашња комунистичка власт преко УДБА-е створила неканонску тзв. Македонску православну цркву, која до данас није канонски призната. У периоду 1947—1951. администрирао је Сремском епархијом.
Викентије је изабран за патријарха 1. јула, 1950. године. Као патријарх, успоставио је везе са осталим епархијама СПЦ, које су услед ратних прилика и прогона нове власти, биле доста ослабиле. Његовим настојањем, уређена су и пензиона питања православног свештенства. Наиме, црквени пензиони фонд је био укинут после рата, а право на државне пензије су имали само лаици.
Патријарх Викентије је био активан члан историјског друштва Војводине и неко време уредник Гласника историјског друштва Војводине од 1930. до 1934, а такође је сарађивао у историјским часописима из црквене историје.
Приликом посете Москви 1956., на Лењиновом гробу је положио венац, што су му антикомунисти замерали.
Патријарх Викентије је умро 5. јула 1958. под загонетним околностима, непосредно после сабора на којем је одбио да стави на дневни ред питање признања тзв. Македонске православне цркве, па се јавила сумња да његова смрт није била природна.  Гробница патријарха Викентија се налази у Саборној цркви у Београду, на северном зиду припрате лево од гробнице митрополита Михаила.

## Одликовање
- Орден југословенске заставе са лентом, (СФР Југославија).[5]